# Division I 1981-1982
La Division I 1981-1982 è stata la 79ª edizione della massima serie del campionato belga di calcio disputata tra il settembre 1981 e il maggio 1982 e conclusa con la vittoria del Standard Liegi, al suo settimo titolo.
Capocannoniere del torneo fu Erwin Vandenbergh (K. Lierse SV), con 25 reti.

## Formula
Come nella stagione precedente le squadre partecipanti furono 18 e disputarono un turno di andata e ritorno per un totale di 34 partite.
Le ultime 2 classificate retrocedettero in Division 2.
Le società ammesse alle coppe europee furono cinque: la squadra campione si qualificò alla Coppa dei Campioni 1982-1983, altre tre alla Coppa UEFA 1982-1983 e la vincitrice della coppa nazionale alla Coppa delle Coppe 1982-1983.

## Classifica finale
|    | Classifica                 | G  | V  | N  | P  | GF | GS | Dif | Pt |
| -- | -------------------------- | -- | -- | -- | -- | -- | -- | --- | -- |
| 1  | Standard Liegi             | 34 | 19 | 10 | 5  | 59 | 28 | 31  | 48 |
| 2  | Anderlecht                 | 34 | 19 | 8  | 7  | 56 | 31 | 25  | 46 |
| 3  | Gent                       | 34 | 16 | 13 | 5  | 38 | 20 | 18  | 45 |
| 4  | KSC Lokeren                | 34 | 17 | 10 | 7  | 56 | 32 | 24  | 44 |
| 5  | Anversa                    | 34 | 17 | 9  | 8  | 45 | 23 | 22  | 43 |
| 6  | KV Kortrijk                | 34 | 14 | 10 | 10 | 39 | 35 | 4   | 38 |
| 7  | KSK Beveren                | 34 | 14 | 9  | 11 | 45 | 33 | 12  | 37 |
| 8  | K. Lierse SV               | 34 | 14 | 8  | 12 | 49 | 51 | -2  | 36 |
| 9  | K. Waterschei SV Thor Genk | 34 | 11 | 8  | 15 | 44 | 55 | -11 | 30 |
| 10 | KSK Tongeren               | 34 | 11 | 8  | 15 | 40 | 54 | -14 | 30 |
| 11 | RWD Molenbeek              | 34 | 11 | 7  | 16 | 41 | 49 | -8  | 29 |
| 12 | KSV Waregem                | 34 | 10 | 9  | 15 | 30 | 34 | -4  | 29 |
| 13 | KFC Winterslag             | 34 | 10 | 9  | 15 | 24 | 49 | -25 | 29 |
| 14 | KSV Cercle Brugge          | 34 | 10 | 8  | 16 | 57 | 61 | -4  | 28 |
| 15 | Club Bruges                | 34 | 10 | 8  | 16 | 46 | 46 | 0   | 28 |
| 16 | RFC Liégeois               | 34 | 10 | 8  | 16 | 36 | 50 | -14 | 28 |
| 17 | Beringen                   | 34 | 9  | 9  | 16 | 33 | 50 | -17 | 27 |
| 18 | KV Mechelen                | 34 | 6  | 5  | 23 | 28 | 65 | -37 | 17 |

### Verdetti
- R. Standard de Liège campione del Belgio 1981-82.
- K. Beringen FC e KV Mechelen retrocesse in Division II.